# バイン

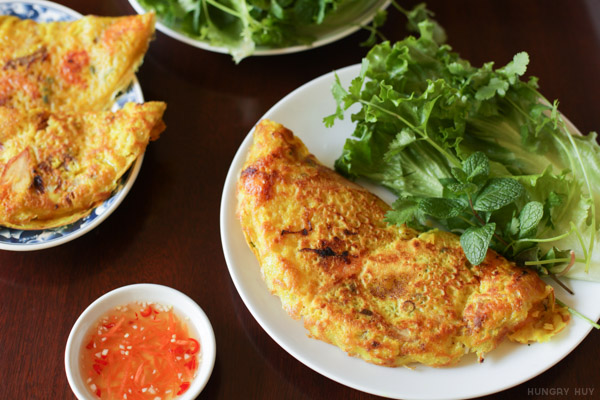
バインセオ

バイン（ベトナム語: Bánh/餅）は、ベトナムにおいて一般的には「ケーキ」や「パン」を意味するが、手や箸で簡単に食べられるさまざまな料理を指す。また、形容詞を追加することで、甘いものや塩味のもの、さまざまなケーキやパン、ペストリー、サンドイッチ、その他の料理が含まれる。これらの料理は蒸す、焼く、揚げる、深い揚げる、または煮るなどの方法で調理される。小麦粉や米粉から作られた食品は一般的に「バイン」と呼ばれるが、バイン・カン（bánh canh）やバイン・ホイ（bánh hỏi）のような麺料理も含まれる場合がある。
各バインの種類は、「バイン」の後に続く説明的な単語やフレーズで示される。例えば、バイン・ボ（bánh bò、直訳すると「牛ケーキ」）やバイン・チュオイ（bánh chuối、直訳すると「バナナケーキ」）などがある。蒸す前に葉で包まれるバインは「バイン・ラ（bánh lá、直訳すると「葉ケーキ」）」と呼ばれる。
「バイン」という言葉はベトナム料理に限定されず、フォーチュンクッキー（バイン・マイ・マン（bánh may mắn））、プディング（バイン・プディング（bánh pudding）、バイン・プットディン（bánh pútđinh））、カラメルカスタード（バイン・カラメン（bánh caramen）、バイン・フラン（bánh flan））、聖体のパン（バイン・タン（Bánh Thánh））、ハンバーガー（バイン・ハンバーガー（bánh Hamburger）、バイン・ハムボーグ（bánh Hămbơgơ））などにも使われる。
また、形がケーキのような食べ物以外のもの、例えば車輪（バイン・セ（bánh xe））、石鹸（バイン・サ・ポン（bánh xà phòng）、バイン・サ・ボン（bánh xà bông））、圧縮タバコの円盤（バイン・トゥオック・ラオ（bánh thuốc lào））などにも使われることがある。